# 全蔡誾
全蔡誾（韓語：전채은，2005年10月15日—），韓國女演員。

## 演出作品

### 劇集
| 年份 | 播放平台 | 劇名             | 角色     | 備註 |
| 2021 | tvN      | 《惡魔法官》     | 姜以利亞 | 配角 |
| 2022 | SBS      | 《今日的網漫》   | 馬宥娜   | 客串 |
| 2022 | KBS2     | 《說出你的願望》 | 劉瑞珍   | 配角 |
| 2022 | tvN      | 《小女子》       | 朴孝璘   | 配角 |
| 2024 | Disney+  | 《逆貧大叔》     | 朴秀珍   | 配角 |
| 2025 | TVING    | 《我死的一週前》 | 鄭熙珠   | 配角 |

### 電影
| 年份 | 片名         | 角色   | 性質 | 備註  |
| 2020 | 《無聲控訴》 | 張恩智 | 主演 | [ 7 ] |

## 外部連結
- 官方网站
- 全蔡誾的Instagram帳戶
- 全蔡誾在NAVER上的资料
- 全蔡誾在Daum上的资料
- 全蔡誾在韩国电影数据库（KMDb）上的資料（韓語）
- 全蔡誾在互联网电影资料库（IMDb）上的資料（英文）
- 全蔡誾在HanCinema的頁面（英文）